# 두경민
두경민(杜京民, 1991년 9월 22일 ~ )은 한국프로농구 창원 LG 세이커스 소속의 농구 선수이다. 포지션은 포인트 가드이며, 주특기는 3점슛이다

## 출신 학교
- 송포초등학교
- 배재중학교
- 양정고등학교
- 경희대학교

## 수상 내역
- 2013년 제3회 EABA 동아시아남자농구선수권대회 우승
- 2018년 KBL 베스트 5
- 2018년 KBL 정규리그 최우수선수상

## 경력
- 2013.05 제3회 EABA 동아시아남자농구선수권대회 국가대표
- 2013~2017.09 원주 동부 프로미
- 2017.09~2021.06 원주 DB 프로미
- 2018.05~2020.01 상무 농구단
- 2021~2022.05 대구 한국가스공사 페가수스
- 2022.05~2024.06 원주 DB 프로미
- 2024.06~ 창원 LG 세이커스